# Fuck Marry Kill
Fuck Marry Kill (englisch für „Ficken, heiraten, töten“) ist ein Lied der deutschen Singer-Songwriterin Madeline Juno aus dem Jahr 2025. Das Stück ist die vierte Singleauskopplung aus ihrem siebten Studioalbum Anomalie, Pt. 1.

## Entstehung und Artwork
Das Lied wurde von der Interpretin selbst, zusammen mit den Koautoren Joschka Bender, Wanja Bierbaum (Hardy X) und Wieland Stahnecker (Blinker), geschrieben. Die beiden Koautoren Bender und Hardy X zeichneten zudem auch für die Produktion verantwortlich. Bender war darüber hinaus alleine auch für die Abmischung zuständig. Alle drei Koautoren arbeiteten bereits in der Vergangenheit mit Juno zusammen. Während der Berliner Musiker Bender bereits seit Beginn von Junos Karriere festes Mitglied ihrer Liveband ist und an diversen Produktionen, in verschiedenen Funktionen, beteiligt gewesen war, arbeitet der Koblenzer Musiker Blinker seit ihrem fünften Studioalbum Besser kann ich es nicht erklären (Januar 2022) regelmäßig mit ihr zusammen, wie auch Bender, als Autor, Studiomusiker sowie festes Mitglied ihrer Liveband. Hardy X startete die Zusammenarbeit mit Juno mit den Arbeiten an ihrem vorangegangenen Studioalbum Nur zu Besuch (Januar 2024), wobei der Österreicher als Autor, Produzent und Studiomusiker von vier Titeln agierte. Das Mastering erfolgte durch HP Mastering Hamburg, unter der Leitung von Studiobetreiber Hans-Philipp Graf.
Auf dem Frontcover der Single ist – neben Interpretenangabe und Liedtitel – Juno zu sehen. Es zeigt lediglich ihr Gesicht, mit Blick zur Kamera, während sie sich nach vorne beugt. Das gleiche Coverbild fand auch Verwendung bei den vorangegangenen Singles Anomalie (Februar 2025) und Hab ich dir je gesagt… (April 2025). Die Fotografie wurde vom Berliner Fotografen Jakob Marwein geschossen.

## Veröffentlichung und Promotion
Die Erstveröffentlichung von Fuck Marry Kill erfolgte als Single am 2. Mai 2025 bei Embassy of Music. Diese erschien als digitaler Einzeltrack zum Download und Streaming. Der Vertrieb erfolgte durch Tonpool; verlegt wurde das Lied durch Budde Music Publishing, Edition Forest Fire, Edition Indiekator sowie Universal Music Publishing. Am 13. Juni 2025 erschien das Lied als Teil von Junos siebten Studioalbum Anomalie, Pt. 1 (Katalognummer: 770994), dessen vierte Singleauskopplung es ist.
Erstmals angekündigt wurde die Singleveröffentlichung zu Fuck Marry Kill von Juno über ihre sozialen Medien am 27. April 2025, in dem sie einen Teaser, mit dem Kommentar „Ich übertreib nicht mal“, einer Zeile aus der ersten Strophe, präsentierte.

## Inhalt
| „Fuck, marry, kill mich. So viel andre Möglichkeiten gibt’s nicht. Du schickst mich in die Hölle, ich nehm’ dich mit. Brauchen kein’n Grund. Wir machen uns kaputt und dann wieder gesund. Fuck, marry, kill mich (Fuck, marry, kill).“ – Refrain, Originalauszug | Anders als die englischsprachige Titelbezeichnung „Fuck Marry Kill“ (englisch für „Ficken, heiraten, töten“), ist der Liedtext weitgehend in deutscher Sprache verfasst und stammt von der Interpretin selbst sowie Joschka Bender, Blinker und Hardy X. Der Titel selbst bezieht sich auf das gleichnamige Partyspiel. Neben der Titelbezeichnung finden sich im Text diverse weitere Anglizismen wieder, so unter anderem „Heartbreaks“ (englisch für „Herzschmerz“), „Good Girl“ (englisch für „Braves Mädchen“), „Black Sheep“ (englisch für „Schwarzes Schaaf“), „Loaded Gun“ (englisch für „Geladene Waffe“) oder auch „Sorry“ (englisch für „Entschuldigung“). Alle Texter waren zugleich für die Komposition zuständig und komponierten die Musik in Cis-Dur mit 136 Schlägen pro Minute. Musikalisch bewegt sich das Lied im Bereich Popmusik, mit Einflüßen aus dem Trap. Inhaltlich handelt es sich bei Fuck Marry Kill um ein Liebeslied, das die Höhen und Tiefen einer Beziehung widerspiegelt. In Zeilen wie „Brauchen kein’n Grund / Wir machen uns kaputt und dann wieder gesund“ zeichne Juno das Bild einer Beziehung, die sich scheinbar in bisher unbekanntem Terrain und teils nah am Abgrund bewege, aber genau darin eine besondere Form der Nähe finde. Es zeige die Ambivalenz zwischen Nähe und Distanz, Verletzlichkeit und Stärke. Juno selbst beschreib das Lied als eine „unbeschwerte Liebeserklärung“ an ihren Partner. Der Titel passe laut ihrer Aussage gut, weil sie immer noch erstaunt sei, wie leich und locker Liebe sein könne, auch wenn sie die Kraft habe, alles zu vernichten, was gut sei. Wie immer bei ihr sei der Text eine überspitzte Version der Wahrheit, mit Formulierungen, bei denen sie beim Schreiben selbst oft kichern müsse. Im Kern gehe es um die große Liebe, die ihr so viel beigebracht, geschenkt und ihr Leben verändert habe. Die Liebe fühle sich erstmals so sicher an, dass sie tatsächlich auch einfach mal Witze über das Thema machen könne. |

Aufgebaut ist das Lied aus einem Intro, zwei Strophen, einem Refrain, einer Bridge und einem Outro. Es beginnt mit dem Intro, das lediglich aus der sich wiederholenden Zeile „Fuck, marry, kill“ besteht, einem Teilauszug des Refrains. Auf das Intro folgt erstmals der Refrain, der sechs Zeilen umfasst. Daran schließt sich die erste Strophe an, die als Achtzeiler geschrieben wurde. Es folgt als musikalisches Zwischenspiel eine vierzeilige Bridge, auf die der zweite Refrain sowie die zweite Strophe folgen. Nach der zweiten Strophe setzt zum letzten Mal der Refrain ein, der jedoch in einer erweiterten Fassung mit zehn Zeilen dargeboten wird. Das Lied endet danach mit dem Outro, das sich wie das Intro aus der sich viermal wiederholenden Zeile „Fuck, marry, kill“ zusammensetzt.

## Musikvideo
Das Musikvideo zu Fuck Marry Kill feierte seine Premiere am 2. Mai 2025 auf der Videoplattform YouTube. Dieses zeigt zunächst Juno und ihren frisch getrauten Ehemann (gespielt von Jan Hendrik Combrink), die nach ihrer Hochzeit mit einem Chevrolet unterwegs sind. Zunächst steigen sie mit ihrem Hochzeitsoutfit ein, kurze Zeit später sieht man die beiden in ihren normalen Klamotten. Ab etwa der Hälfte des Videos ist überwiegend Juno zu sehen, die in der Nacht auf der Kofferraumabdeckung des Wagens platz genommen hat. Im letzten Abschnitt, kommt es zum Streit auf der Rückbank. Nach dem sich Juno über ihren Partner verärgert zeigt, sieht man einen angedeuteten Kuss von ihr im Rückspiegel. Danach sieht man Juno, wie sie ihren noch lebenden Partner, mit einem Grinsen im Gesicht, in den Kofferraum packt. Das Video endet mit einer Rückblende und Juno, die ihrem Partner beide Mittelfinger zeigt sowie Kofferraumklappe schließt. Regie führte der Berliner Filmemacher und Fotograf Ben Levien Wörmann, der in der Vergangenheit schon mit Juno arbeitete und unter anderem das Coverbild zu Reservetank (Januar 2025) schoss.

## Mitwirkende
| Liedproduktion - Joschka Bender: Abmischung, Komposition, Liedtext, Musikproduktion - Wanja Bierbaum (Hardy X): Komposition, Liedtext, Musikproduktion - Hans-Philipp Graf: Mastering - Madeline Juno: Gesang, Komposition, Liedtext - Wieland Stahnecker (Blinker): Komposition, Liedtext Musikvideo - Jan Hendrik Combrink: Schauspielende Person - Samuel Dommermuth: Farbkorrektur - Megan Fortuin: Haare, Schminke - Stefanie Ganschow: Filmproduktion, Set-Fotografie, Styling - Ben Levien Wörmann: Kamera, Regie, Set-Fotografie | Visualisierung (Cover) - Jakob Marwein: Fotografie Unternehmen - Budde Music Publishing: Musikverlag - Edition Forest Fire: Musikverlag - Edition Indiekator: Musikverlag - Embassy of Music: Musiklabel - HP Mastering Hamburg: Tonstudio - Tonpool: Vertrieb - Universal Music Publishing: Musikverlag |

## Rezensionen
Spotify Deutschland kommentiere das Lied mit den Worten: „Hört sich nach Sommer an“.
Ein Rezensent vom CityGuide Rhein-Neckar beschrieb Fuck Marry Kill als einen wuchtigen musikalischen Kontrast: „ein ruffer Trap-Beat mit bit-gecrusheten Gitarrenlicks trifft auf Madeleines melancholisch-zarte Stimme“. Textlich sei es eine explosive Mischung aus verletztlicher Offenheit, ironischer Selbstreflexion und einer tief empfundenen Liebeserklärung mit ungewissem Ausgang, wie im echten Leben. Was auf den ersten Blick provokant klinge, entpuppe sich als radikal ehrliches Liebeslied. Den Text beschrieb der Rezensent weiter als direkt und roh, dabei in seiner Drastik aber auch hochpoetisch. Musikalisch sei das Stück eine Mischung aus experimentierfreudigen Pop und melancholischem Trap, getragen von Junos unverwechselbarer Stimme, die mit kontrollierter Lethargie und emotionaler Klarheit durch das Arrangement führe.